# Майдан-Скербешовський
Майдан-Скербешовський (пол. Majdan Skierbieszowski) — село в Польщі, у гміні Скербешів Замойського повіту Люблінського воєводства. Населення — 179 осіб (2011).

## Історія
За даними етнографічної експедиції 1869—1870 років під керівництвом Павла Чубинського, у селі переважно проживали польськомовні римо-католики, меншою мірою — греко-католики, які також розмовляли польською.
У 1975—1998 роках село належало до Замойського воєводства.

## Населення
Демографічна структура станом на 31 березня 2011 року:
|          | Загалом | Допрацездатний вік | Працездатний вік | Постпрацездатний вік |
| -------- | ------- | ------------------ | ---------------- | -------------------- |
| Чоловіки | 89      | 8                  | 58               | 23                   |
| Жінки    | 90      | 18                 | 36               | 36                   |
| Разом    | 179     | 26                 | 94               | 59                   |

## Особистості

### Народилися
- Зигмунд Козар (1937—2003) — польський і український католицький священик, громадський діяч і меценат.